# Station Llanhilleth
Llanhilleth is een spoorwegstation van National Rail in Blaenau Gwent in Wales. Het station is eigendom van Network Rail en wordt beheerd door Transport for Wales. 